# Buškovice
Buškovice (deutsch Puschwitz) ist ein Ortsteil der Stadt Podbořany (Podersam) im Okres Louny (Bezirk Laun) in
Tschechien.

## Geographische Lage
Die Ortschaft liegt in Westböhmen, nördlich des Rakonitzer Berglandes in der Saazer Pfanne, südwestlich von Žatec (Saaz) und wird vom Dolánecký potok (Fichtelbach) durchflossen. Der Stadtteil befindet sich westlich des Stadtkerns von Podbořany an der Staatsstraße II/221 nach Nepomyšl.
Nachbarorte sind Chrašťany, Krásný Dvůr und Vysoké Třebušice im Norden, Kaštice und Dolánky im Nordosten, Hlubany und Podbořany im Osten, Alpka, Valov und Kryry im Südosten, Vroutek im Süden, Kružín und Dvérce im Südwesten, Nepomyšl und Chmelištná im Westen sowie Němčany, Ovčín und Brody im Nordwesten.

## Geschichte

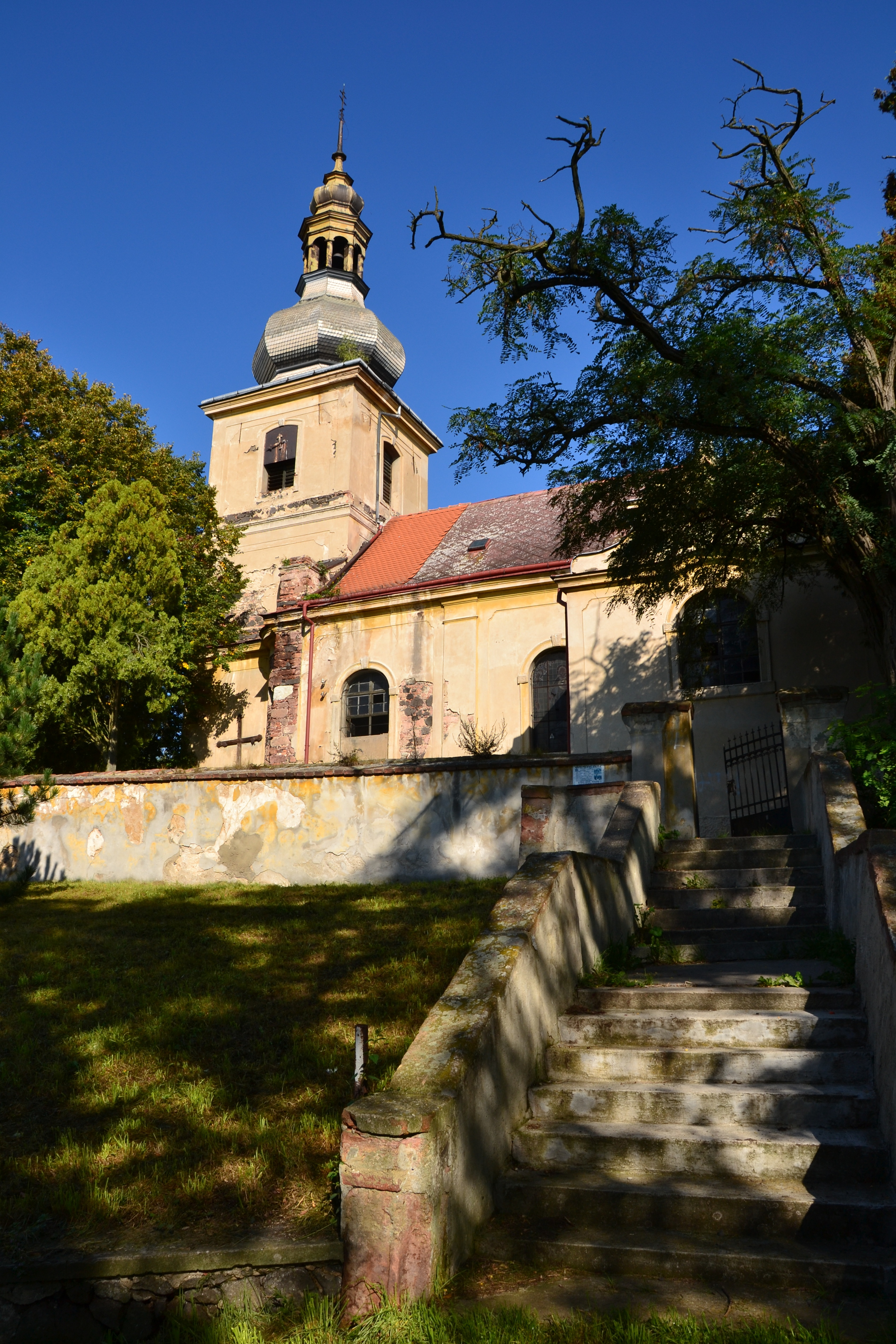
Pfarrkirche zu Mariä Geburt

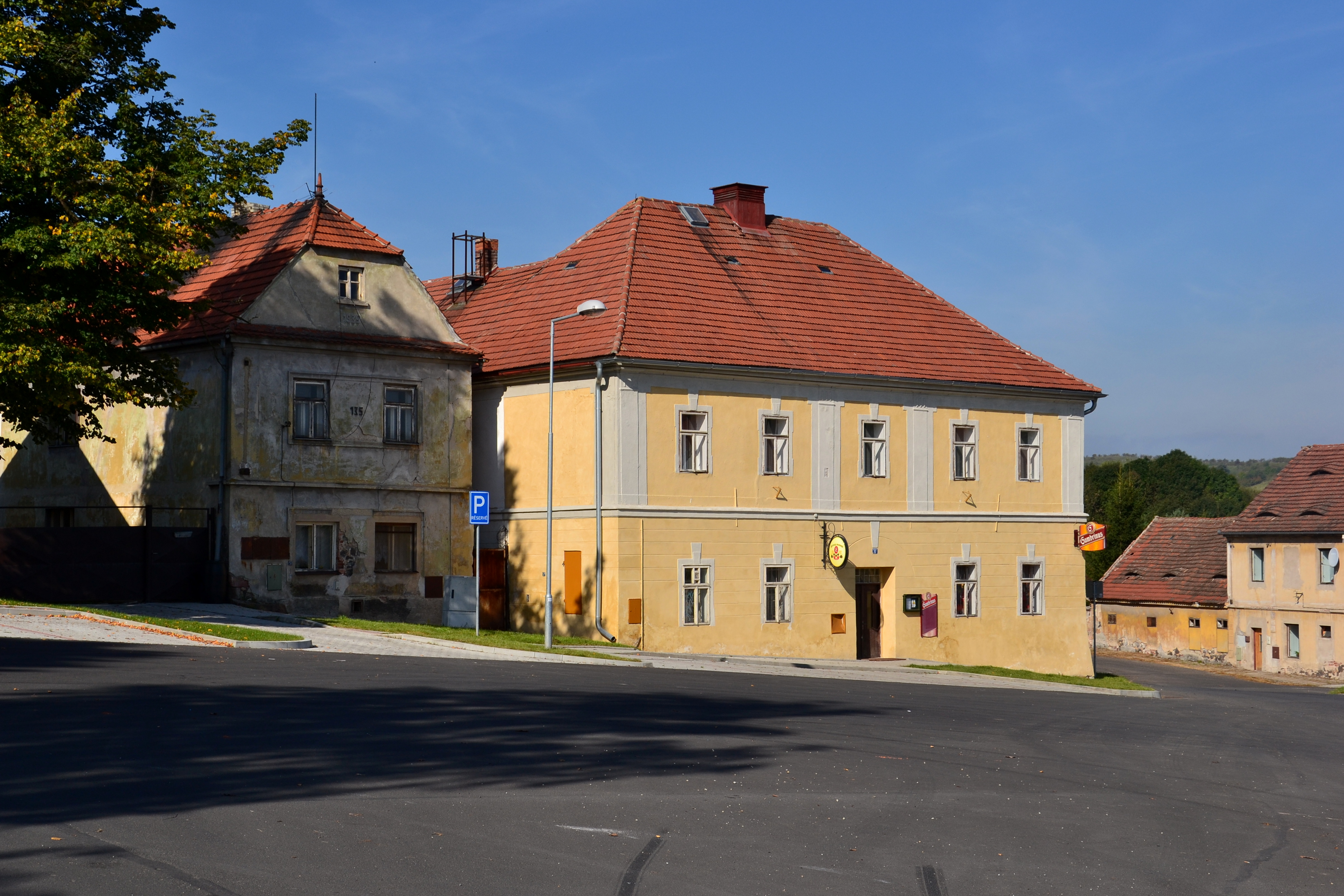
Gasthof

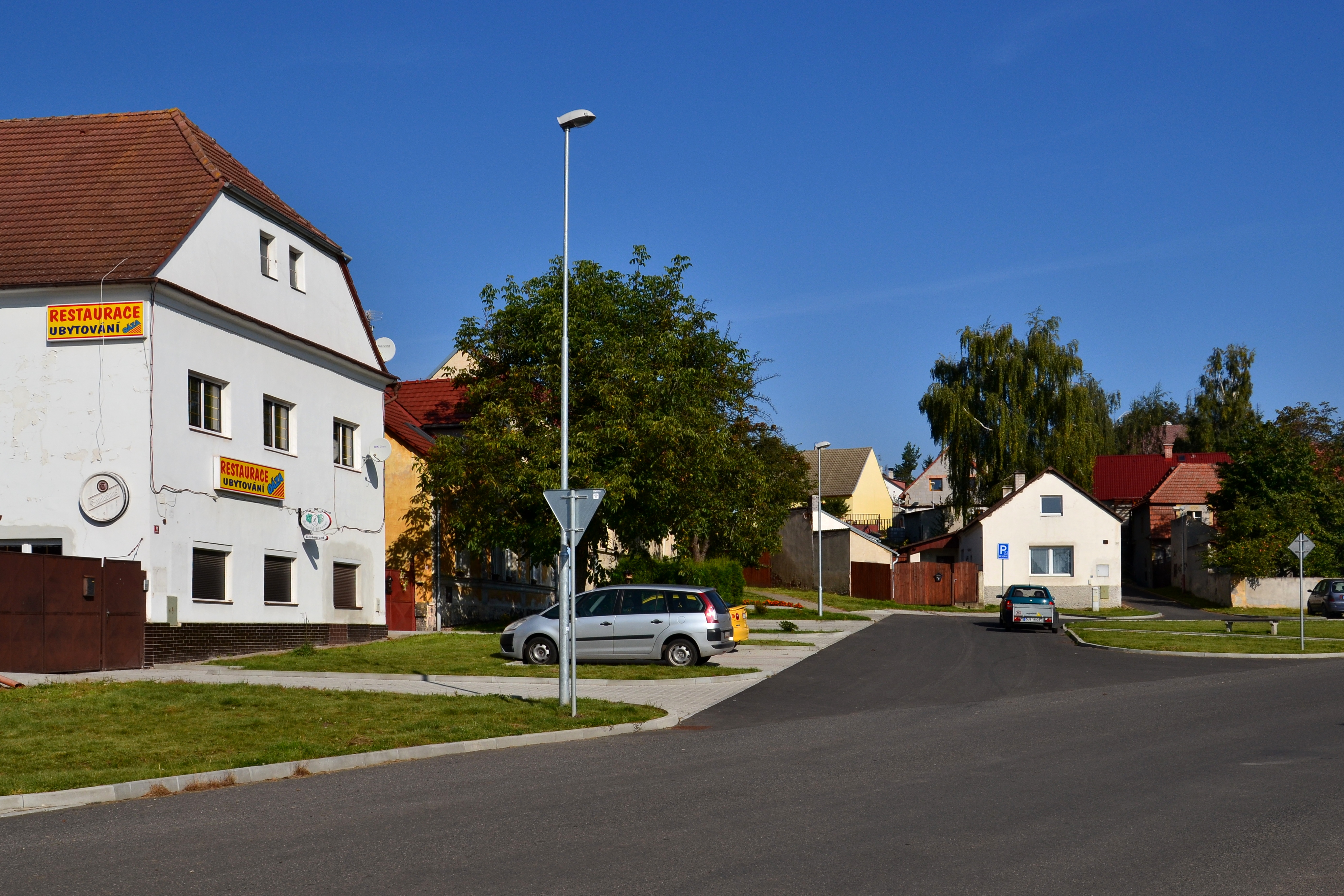
Straßenzug

Der Ort wurde 1197 erstmals urkundlich erwähnt, als Zisterzienser-Mönche aus dem Kloster Waldsassen sich hier niederließen, um ein Kloster zu gründen. Im 15. Jahrhundert gehörte das Dorf Puschwitz zur Herrschaft Schönhof, die sich im Besitz der Familie Stossem befand. 1848 war Sigmund von Stossem der Besitzer. Am Anfang des 16. Jahrhunderts kam die Herrschaft an Ulrich Freymuth von Schönhof, der sie urkundlich noch 1539 besaß. Einige Jahre später wurden die Grafen Schlick Besitzer der Herrschaft. Als 1611 Graf Friedrich von Schlick verstarb, gelangte die Familie Audreky in den Besitz der Herrschaft.
Da Karl Audrczky sich an der protestantischen Empörung 1618 beteiligt hatte, wurde ihm nach der Schlacht am Weißen Berg (8. November 1620) die Herrschaft Schönhof mit Puschwitz entzogen; 1624 wurde sie für 35.000 Schock Groschen an Maria Audrczky abgetreten. Bald darauf kam die Herrschaft durch Kauf an den Reichsgrafen Hermann Černin von Chudenitz, wurde, wie auch das damit verbundene Gut Miltschowes, zum Fideikommiss erklärt und blieb bis ins 19. Jahrhunderts im Besitz dieser Familie.
Während der Hussitenkriege wurde Puschwitz von den Taboriten und während des Dreißigjährigen Kriegs von den Schweden mehrfach in Brand gesteckt.
Im Jahr 1779 wurde Puschwitz als ‚Marktflecken‘ bezeichnet. Die Bevölkerung lebte hauptsächlich von der Landwirtschaft, unter anderem auch vom Hopfenanbau. Im Jahr 1802 bezeichnet Schaller die Ortschaft Puschwitz (Busskowicze) als ‚Schutzstädtchen‘. Um 1807 hatte Puschwitz oder Puschowitz (Busskowicz) 106 Häuser, eine katholische Pfarrkirche, Ruinen eines alten festen Schlosses, und die Einwohner sprachen deutsch. Ab 1849 gehörte Puschwitz zum Gerichtsbezirk Podersam, ab 1868 war der Ort Teil des politischen Bezirkes Podersam.
Nach dem Ersten Weltkrieg wurde die Stadt Puschwitz der neu geschaffenen Tschechoslowakei zugeschlagen. Nach dem Münchner Abkommen erfolgte 1938 die Angliederung der Stadt Puschwitz an das Deutsche Reich als Teil des Landkreises Podersam, Regierungsbezirk Eger, im Reichsgau Sudetenland.
Nach Ende des Zweiten Weltkriegs fiel Buškovice wieder an die Tschechoslowakei und die deutsche Bevölkerung wurde größtenteils enteignet und aus Buškovice vertrieben. Buškovice verlor 1948 seine Stadtrechte und wurde 1981 in die Stadt Podbořany (Podersam) eingemeindet.

### Demographie
| Jahr | Einwohner | Anmerkungen                   |
| ---- | --------- | ----------------------------- |
| 1785 | 0 k. A.   | 106 Häuser                    |
| 1830 | 0775      | in 148 Häusern                |
| 1843 | 0865      | in 151 Häusern                |
| 1869 | 1080      |                               |
| 1880 | 1111      |                               |
| 1890 | 1262      |                               |
| 1900 | 1412      |                               |
| 1910 | 1555      |                               |
| 1921 | 1458      | davon 1415 deutsche Einwohner |
| 1930 | 1459      | [ 10 ]                        |
| 1939 | 1309      | [ 10 ]                        |

| Jahr      | 1950 | 1961 | 1970 | 1980 | 1991 | 2001 | 2011 |
| Einwohner | 657  | 719  | 608  | 466  | 350  | 325  | 389  |

## Söhne und Töchter des Ortes
- Paul Felgenhauer (1583–1677), deutscher Theologe und Mystiker
- Emanuel Zaufal (1837–1910), böhmischer Ohrenarzt
- Josef Illing (1895–1945), sudetendeutscher Politiker